# Christy-Brown-Schule Herten
Die Christy-Brown-Schule in Herten-Langenbochum ist eine Förderschule in Trägerschaft des Landschaftsverbandes Westfalen-Lippe mit dem Förderschwerpunkt „Körperliche und Motorische Entwicklung“. Sie wird im Schuljahr 2024/25 von rund 315 körperbehinderten Kindern und Jugendlichen aus dem Kreis Recklinghausen besucht. Eine Außenstelle befindet sich in Dorsten-Wulfen. Die Schule ist nach dem irischen Schriftsteller Christy Brown benannt, der selbst eine Körperbehinderung hatte.

## Geschichte
Im Jahre 1980 wurde die Christy-Brown-Schule gegründet. Zunächst in einer Grundschule der Stadt untergebracht, vergrößerte man sich von einer Schülerzahl von zwölf Schülern zu einer Schule mit eigenem Gebäude. Im Jahr 2024 umfasst die Schule rund 315 Schüler und über 100 Mitarbeiter.
Zur Schülerschaft zählen Kinder und Jugendliche mit körperlichen und motorischen Beeinträchtigungen, die gemäß Schuldarstellung
- „bei Alltagsaktivitäten auf Hilfe angewiesen sind ebenso wie Kinder und Jugendliche, deren Bewegungsproblematik nicht augenfällig ist
- auf elementarer Ebene Lernangebote brauchen, deren Lernthemen außerhalb landläufiger Vorstellungen von schulischen Lerninhalten angesiedelt sind, ebenso wie Kinder und Jugendliche, die nach dem Besuch der Christy-Brown-Schule im Regelschulbereich weiterlernen können
- und deren Behinderungen in  unterschiedlicher Weise entstanden sind und unterschiedliche Persönlichkeitsbereiche betreffen.“[2]

Die Schule umfasst
- eine zweizügige Eingangs- und Unterstufe, die sich aus heterogenen Gruppen zusammensetzt
- eine Mittelstufe, die mit einem Lehrerwechsel einhergeht
- eine Abschlussstufe, die den Übergang ins Berufsleben (erster und zweiter Arbeitsmarkt) ermöglichen soll.[3]

Unterschiedliche Förderangebote sind auf die individuellen Bedürfnisse der Schüler ausgerichtet:
- Schwerstbehindertenförderung
- Förderung von Schülern mit Autismus-Spektrum-Störungen
- Unterstützte Kommunikation (UK)
- Assistive Technologie (AT)
- Reittherapie am Feuler Hof in Marl
- Trainings- und Inselraum für den Umgang mit Verhaltensauffälligkeiten.[4]

## Besonderheiten
Die Christy-Brown-Schule-Herten unterhält eine von sechs Beratungsstellen für Unterstützte Kommunikation und Assistive Technologie im Landschaftsverband Westfalen-Lippe.
2013 organisierte die Schule einen Spendenlauf zugunsten der Hochwasserhilfe in Wolmirstedt. Der Ort, aus dem eine der Lehrerinnen stammt, war von dem Hochwasser in Mitteleuropa 2013 schwer betroffen. Insgesamt kamen 2060 Euro zusammen.

## Auszeichnungen
Die Christy-Brown-Schule Herten wurde 2013 zusammen mit der Max-Wittmann-Schule Dortmund zur JeKi-Schule des Jahres ernannt. Die Schule gehört zu den Pilotschulen der beiden Förderprogramme Jedem Kind ein Instrument und der Fortsetzung JeKits – Jedem Kind Instrumente, Tanzen, Singen.
2016 wurde die Klasse 4a der Schule im Rahmen des bundesweiten Wettbewerbs Echt kuh-l! ausgezeichnet für ihre Projektdokumentation „Kühe sind kuhl!“.
2017 gewann die Schule den Klimapreis der Hertener Stadtwerke. Gefördert wurde damit das Projekt „Grünes Klassenzimmer“, ein blätterüberdachter Nutz- und Erlebnisgarten. Das Projekt in Zusammenarbeit mit dem BUND wurde außerdem von der Ellinghaus-Stiftung mit 10.000 Euro gefördert.